# UGM–27 Polaris
Az UGM–27 Polaris kétfokozatú, szilárd hajtóanyaggal működő, nukleáris robbanófejjel ellátott, tengeralattjáróról indítható ballisztikus rakéta (SLBM) volt. Az Amerikai Egyesült Államok Haditengerészetének első SLBM-jeként 1961 és 1980 között, míg az Egyesült Királyságban 1968 és 1996 között állt szolgálatban.
Az 1950-es évek közepén a haditengerészet részt vett a PGM–19 Jupiter rakétaprojektben az Amerikai Hadsereggel együtt, és befolyásolta a tervezést azzal, hogy a leendő rakétát zömökre tervezték, hogy elférjen a tengeralattjárókon. Azonban aggályaik voltak a folyékony üzemanyaggal működő rakéták hajók fedélzetén való használatával kapcsolatban, ezért fontolóra vették egy szilárd hajtóanyaggal működő változat, a Jupiter S elkészítését. 1956-ban a Nobska projekt néven ismert tengeralattjáró-elhárítási tanulmány során Teller Ede felvetette, hogy nagyon kis méretű hidrogénbomba robbanófejek kifejlesztése is lehetséges lenne. Az ilyen robbanófejek hordozására alkalmas rakéta kifejlesztésére irányuló gyorsprogram Polaris néven indult, és kevesebb mint négy évvel később, 1960 februárjában indították az első kilövést.
Mivel a Polaris rakétát a víz alól, mozgó platformról lőtték ki, lényegében sebezhetetlen volt az ellentámadással szemben. Ez arra késztette a haditengerészetet, hogy 1959 körül kezdődően azt javasolja, hogy a teljes nukleáris elrettentő szerepet bízzák rájuk. Ez újabb belharcokhoz vezetett a haditengerészet és az amerikai légierő között, az utóbbi válaszul kidolgozta a Counterforce-koncepciót, amely a stratégiai bombázók és az ICBM-ek mellett érvelt, mint a rugalmas válaszlépés kulcsfontosságú elemei mellett. A Polaris képezte az amerikai haditengerészet nukleáris erőinek gerincét számos egyedi tervezésű tengeralattjáró fedélzetén. 1963-ban a rakétarendszerről kötött eladási megállapodás eredményeként a Brit Királyi Haditengerészet átvette az Egyesült Királyság nukleáris csapásmérő szerepét a Királyi Légierő V-bombázóitól (Valiant, Victor, Vulcan), és bár az olasz haditengerészet is végzett néhány tesztet, de végül nem rendszeresítették az eszközt.
A Polaris rakétát az amerikai haditengerészet 41 eredeti SSBN-je közül 31-en 1972-től fokozatosan felváltotta a MIRV-kompatibilis UGM–73 Poseidon. Az 1980-as években ezeket a rakétákat 12 tengeralattjárón az UGM–96 Trident I rakétára cserélték. A 10 George Washington- és Ethan Allen-osztályú SSBN 1980-ig megtartotta a Polaris A-3-at, mivel rakétaindító csöveik nem voltak elég nagyok a Poseidon befogadására. A USS Ohio 1980-ban megkezdett tengeri tesztelésével ezeket a tengeralattjárókat lefegyverezték és áttervezték támadó tengeralattjáróvá, hogy elkerüljék a SALT–2 stratégiai fegyverkezési szerződésben meghatározott határértékek túllépését, ezzel a típust kivonták az aktív szolgálatból. Nagy-Britannia hadereje még 16 évig szolgálatban tartotta, és csak az UGM–133 Trident II rendszeresítésével váltotta le.

## Fordítás
- Ez a szócikk részben vagy egészben  az   UGM-27 Polaris című angol Wikipédia-szócikk ezen változatának fordításán alapul.  Az eredeti cikk szerkesztőit annak laptörténete sorolja fel. Ez a jelzés csupán a megfogalmazás eredetét és a szerzői jogokat jelzi, nem szolgál a cikkben szereplő információk forrásmegjelöléseként.